# Custos rotulorum del Devon
Quella che segue è una lista dei custos rotulorum del Devon.
- Sir Thomas Denys prima del 1541 – dopo il 1547
- Sir Peter Carew prima del 1558–1575
- Sir Gawain Carew prima del 1577 – dopo il 1584
- Sir John Gilbert prima del 1584–1596
- Edward Russell, III conte di Bedford 1596–1619
- Francis Russell, IV conte di Bedford 1619–1641
- William Russell, V conte di Bedford 1641–1642
- Henry Bourchier, V conte di Bath 1642–1646
- Interregno
- George Monck, I duca di Albemarle 1660–1670
- John Granville, I conte di Bath 1670–1675
- Christopher Monck, II duca di Albemarle 1675–1688
- John Granville, I conte di Bath 1689–1696
- Thomas Grey, II conte di Stamford 1696–1711?
- John Poulett, I conte Poulett 1711–1714

Dal 1711 la carica di custos rotulorum del Devon coincise con quella di lord luogotenente del Devon. Per vedere gli altri custos rotulorum del Devon vedi la pagina lord luogotenente del Devon.